# Robert Quiroga
Robert Quiroga (ur. 10 października 1969 w San Antonio w Teksasie, zm. 16 sierpnia 2004 w San Antonio) – bokser amerykański.
W 1990 zdobył tytuł zawodowego mistrza świata federacji IBF (International Boxing Federation) w wadze junior koguciej (ok. 50,80 – ok. 52 kg); w walce o tytuł pokonał Juana Polo Pereza. 5-krotnie z powodzeniem bronił tytułu, utracił go w 1993. Zakończył karierę w 1995, z bilansem walk 20 zwycięstw (w tym 11 przez nokaut) i 2 porażki.
Zginął zamordowany.